# Pachycondyla silvestrii
Pachycondyla silvestrii är en myrart som beskrevs av Santschi 1914. Pachycondyla silvestrii ingår i släktet Pachycondyla och familjen myror.

## Underarter
Arten delas in i följande underarter:
- P. s. nimba
- P. s. silvestrii